# Franc călare
Francul călare (în franceză Franc à cheval) este primul franc francez. A fost emisă în 3 milioane de exemplare, pentru plata răscumpărării regelui Ioan al II-lea cel Bun (1350 – 1364), prizonier al englezilor. A fost creat la 5 decembrie 1360 și pus în circulație în februarie 1361 până în 1364. Deși substantivul din franceză franc semnifică „liber”, este mai probabil că denumirea monedei vine, pur și simplu, de la inscripția „FRANCORV[M] REX” gravată pe aversul piesei. Francul a fost emis la valoarea unei livre tournois, iar cuvântul franc a devenit sinonim cu cuvântul livră. 

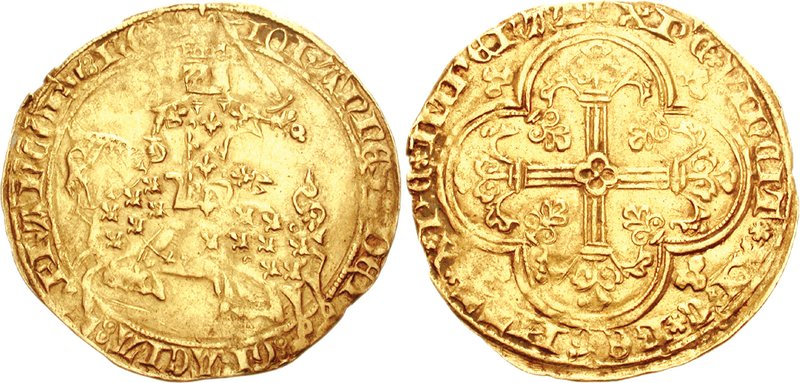
Ioan cel Bun: Franc à cheval.

## Istoric
Francul călare a fost creat la 5 decembrie 1360 de Ioan al II-lea cel Bun, pentru finanțarea răscumpărării sale. Regele devenise prizonier al englezilor la 19 septembrie 1356, în cursul bătăliei de la Poitiers din timpul Războiul de 100 de Ani. În 1360, Tratatul de la Brétigny stipula, între altele, faptul că regele Franței trebuia să plătească, pentru răscumpărarea sa 3 milioane de scuzi de aur (sau 11.640 de kilograme de aur). Suma nu a fost plătită niciodată în totalitate.
După moartea lui Ioan cel Bun în captivitate, fiul său, Carol al V-lea a continuat, începând din septembrie 1364, emiterea francului călare, dar cu numele său.

## Descriere
Francul călare este monedă de aur de 24 de carate și cântărește 3,88 grame. 

### Avers
Pe avers, este reprezentat Ioan al II-lea cel Bun pe un cal de luptă, galopând spre stânga, cu spada deasupra capului. În cealaltă mână, ține un scut împodobit cu flori de crin, simbol al regatului francez.. Armura calului este și ea împodobită cu aceleași flori de crin. Circular, este gravată inscripția:  IOHANNES DEI GRATIA • FRANCORV[M] REX, în traducere : «Ioan, prin grația lui Dumnezeu, rege al francilor ».

### Revers
Pe reversul monedei, găsim o cruce înfrunzită cu patru lobi, în formă de inimă. Circular, este gravată inscripția: XPC VINCIT • XPC REGNAT • XPC INPERAT, adică «Hristos învinge, Hristos domnește, Hristos comandă».